# Ximena Escalera
Ximena Escalera (6 de enero de 1980) es una exnadadora boliviana que compitió en los Juegos Olímpicos de Atlanta 1996.

## Trayectoria
Formó parte del equipo boliviano en los Juegos Olímpicos de 1996, terminando en el puesto 35.º en los 100 metros espalda, prueba que ganó Beth Botsford. A lo largo de su carrera batió varios récords nacionales de su país, como los 50 metros libre y espalda, los 4x50 libre y combinado.